# Människor och tro
Människor och tro är ett religionsprogram som sänds i Sveriges Radio P1 på torsdag klockan 14.03 (kl. 15.04 under sommarsemestern), med repris på söndagar klockan 19.03, sedan 1970. Programmet beskriver sig självt som ett "aktualitetsmagasin med livsåskådningsperspektiv" som "fördjupar aktuella händelser med religiös anknytning och erbjuder historiska perspektiv, framåtblickande analyser, kommentarer och reportage".
Programledare är Åsa Furuhagen som även arbetat som producent och reporter på programmet. Bland tidigare program ledare finns Tithi Hahn, Louise Welander, Andreas Miller och Ülkü Holago. Sören Wibeck var under en lång tid reporter på Människor och tro i P1.
I november 2023 meddelades det att programmet skall läggas ned.